# 311 (groupe)
Pour les articles homonymes, voir 311 (homonymie).
311 (prononcé three-eleven) est un groupe américain de rap rock, originaire d'Omaha, dans le Nebraska. Leur style musical mélange le rock avec le funk, le reggae, hip-hop et le punk rock.
311 compte treize albums studio, deux albums live, quatre compilations, quatre EP et quatre DVD. Après une série d'albums indépendants, 311 signe au label Capricorn Records en 1992 et sort les albums Music (1993) et Grassroots (1994). Ils obtiennent le succès avec la sortie de leur album homonyme, 311, certifié triple disque de platine, classé 12e du Billboard 200 sous l'impulsion des singles Down et All Mixed Up, le premier ayant atteint les Billboard Hot Modern Rock Tracks en 1996. Les trois albums qui suivent — Transistor (1997), Soundsystem (1999) et From Chaos (2001) — atteignent aussi le succès le premier étant certifié disque de platine, et les deux derniers disques d'or.

## Biographie

### Débuts (1988–1992)
La première sortie indépendante de 311 est l'EP Downstairs, qui est enregistré en 1989 chez Nick Hexum. Contrairement au reste, il ne possède aucune couverture. Il comprend le morceau Feels So Good, qui sera recréé/remasterisé dans l'album Music. En 1990, 311 produit une deuxième sortie indépendante, Dammit!, enregistrée aux IEV Studios de Papillion, dans le Nebraska.
En 1991, Tim Mahoney remplace Jim Watson à la guitare, et 311 sort une troisième sortie indépendante, l'album Unity, enregistré aux Rainbow Recording Studios d'Omaha, dont les morceaux sont plus nombreux que dans Dammit!. Même si Dammit! est édité en 300 cassettes, Unity l'est en 1 000 CD et 500 cassettes et uniquement distribué pendant les concerts.

### Premiers albums (1993–2001)
Leur premier album studio, Music, est publié en 1993. Le single Do You Right est diffusé sur les chaines de radio, et atteint la 27e place des Modern Rock Tracks du magazine Billboard. Cependant, l'album ne parvient pas à atteindre les charts. Finançant sa première tournée, le groupe voyage dans une vieille RV empruntée par le père de Sexton. L'année suivante sort leur deuxième album, Grassroots.
En 1995, 311 publie l'homonyme 311 (ou connu comme The Blue Album). Produit par Ron St. Germain, l'album est enregistré live contrairement aux deux précédents albums. Le premier single, Don't Stay Home atteint la 29e place des Modern Rock Tracks du Billboard. Mais le single qui suit, Down, sorti 14 mois après l'album, est diffusé à la radio grand public et s'accompagne du clip diffusé en rotation sur MTV. Il atteint la première place du Modern Rock Chart. Le groupe fait ses débuts télévisés à l'émission Late Night with Conan O'Brien le 23 août. Le troisième single, All Mixed Up, jouit d'un succès presque identique, atteignant la 4e place du Modern Rock Chart.
Dans les années qui suivent, 311 continue de tourner, et publie, en août 1997, l'album Transistor, qui débute 4e du Billboard 200. L'album est certifié disque de platine. En 1998, 311 sort Live, un album live qui comprend leur performance à La Nouvelle-Orléans, Louisiane, enregistré en 1997. 311 publie aussi Omaha Sessions, une compilation de leurs sorties indépendantes.
En 1999, 311 publie son cinquième album, Soundsystem. Le morceau Come Original se classe 6e du Billboard's Modern Rock Tracks Chart.
From Chaos sort à la fin 2001. Le premier single, You Wouldn't Believe fait participer la star du basketball Shaquille O'Neal dans le clip.

### EvolveretDon't Tread on Me(2002–2006)
Leur septième album, Evolver (produit par Ron Saint Germain), est publié en 2003. En 2004, 311 reprend Lovesong du groupe The Cure qui atteint la première place du Modern Rock Tracks Chart. Il est 59e au Billboard Hot 100. À l'été 2004, 311 effectue sa deuxième tournée Unity Tour avec The Roots et Medeski Martin and Wood.
Le 16 août 2005, 311 publie son huitième album, Don't Tread on Me. Don't Tread on Me, le premier single, atteint la deuxième place du Billboard Modern Rock Chart, et la septième des Bubbling Under Hot 100 Singles,.
Le 20 juillet 2006, 311 repart pour un Summer Unity Tour, jouant 37 concerts dans 27 États avec Pepper et les Wailers.

### UplifteretUniversal Pulse(2007–2011)
En janvier 2007, 311 revient aux Hive Studios avec le petit frère de Nick, Zack Hexum. Ils enregistrent une reprise du morceau Reaggae Got Soul de Toots and the Maytals pour la bande son de film Surf's Up, sorti le 5 juin 2007. Leur Summer Unity Tour en 2007 fait participer Matisyahu et The English Beat. En 2008, ils font participer Snoop Dogg et Fiction Plane.
En 2009, ils effectuent un autre Summer Unity Tour, cette fois avec Ziggy Marley et The Expendables, et en 2010, avec The Offspring et Pepper. En 2011, Sublime with Rome et DJ Soulman & DJ Trichrome ouvrent pour le Unity Tour.
Uplifter, leur neuvième album, est publié le 2 juin 2009. L'album, produit aux Hive Recording Studios de Los Angeles par Bob Rock, débute 3e du Billboard 200. Au début de 2011, 311 finit d'enregistrer sn dixième album, Universal Pulse, toujours au Hive de Los Angeles, avec Bob Rock. L'album est publié le 19 juillet 2011. Le premier single, Sunset in July, est publié le 3 juillet 2011.

### StereolithicetArchive(2012–2016)

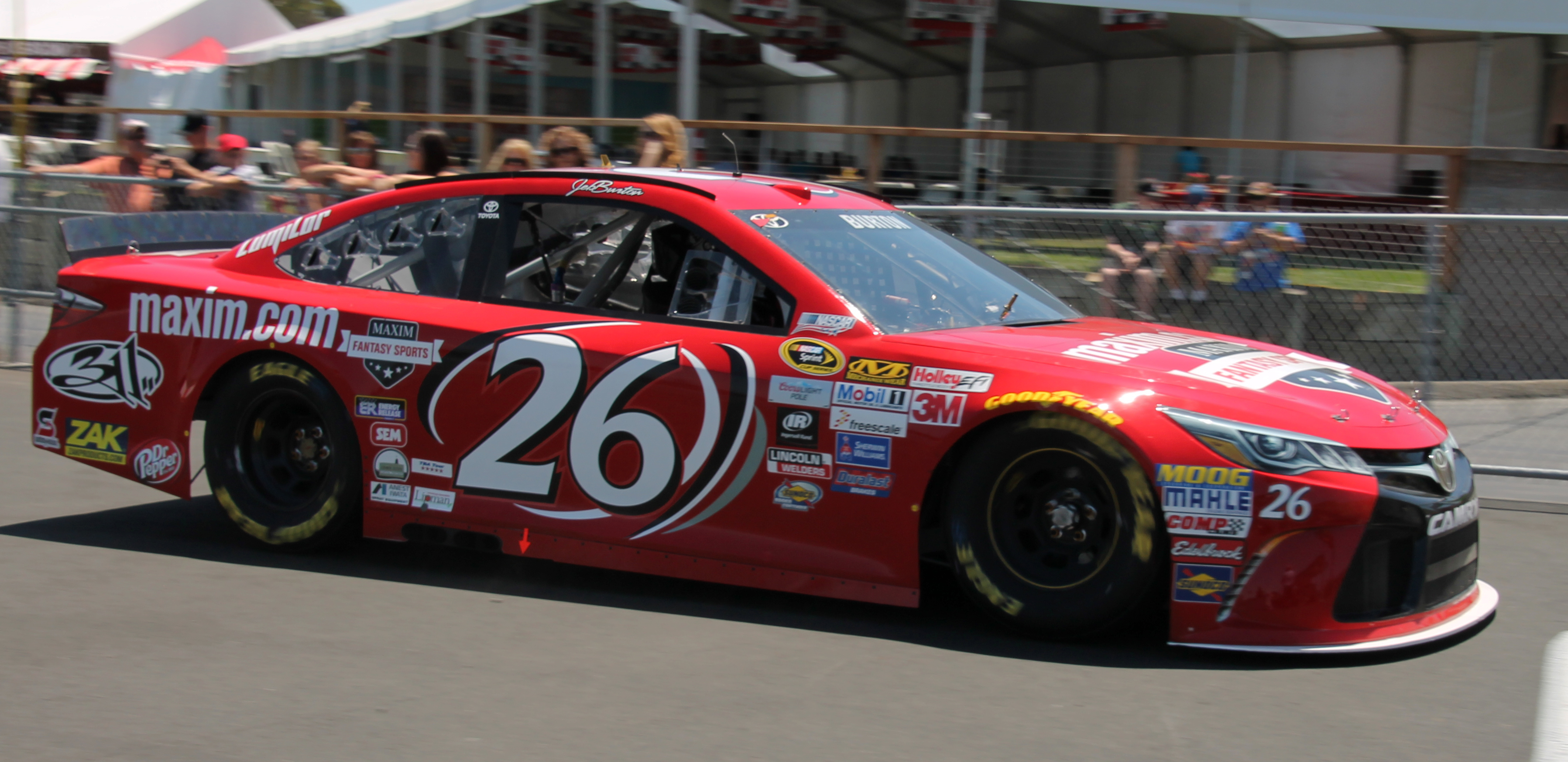
311 sponsorise le NASCAR de Jeb Burton en 2015.

À l'été 2012, 311 embarque pour sa tournée annuelle Unity Tour avec Slightly Stoopid, SOJA, et The Aggrolites.
Le 24 août 2012, Doug « SA » Martinez annonce au Up on the Sun de Phoenix qu'un onzième album des 311 est prévu pour 2013,. Cependant, le 15 juillet 2013, leur onzième album est prévu pour août 2014, en parallèle au 311 Day 2014. Pour P-Nut, l'album sera plus sombre, et est produit par Scotch Ralston
Le 2 juillet 2013, 311 démarre sa onzième tournée Unity Tour avec Cypress Hill, et G. Love abd Special Sauce. La tournée se termine le 4 août 2013. Stereolithic, leur premier album indépendant depuis Unity en 1991, est publié le 11 mars 2014. Le 18 novembre 2014, 311 sort l'album live 311 with the Unity Orchestra - Live from New Orleans - 311 Day 2014. Il documente le concert 311 Day 2014. 311 Archive, une compilation quatre disques comprenant 81 morceaux inédits, faces B et démos, est publiée le 30 juin 2015.

### Mosaic(depuis 2017)
En février 2016, d'après Nick Hexum, 311 travaille sur un nouvel album. En février 2017, le groupe révèle le titre de ce nouvel opus, Mosaic sur PledgeMusic. Six titres de morceaux sont donnés au public, Hey Yo, Island Sun, Extension, Too Much to Think, Syntax Error, et Too Late ; les deux premiers étant joué au 311 Day 2016. Leur douzième album débute au Top 10 du Billboard 200 (6e) avec 39 000 vendus.

## Membres
- Nicholas Lofton Hexum — chant, guitare
- Douglas Vincent « SA » Martinez — chant, platines
- Timothy Jerome Mahoney — guitare
- Aaron Charles « P-Nut » Wills — basse
- Chad Ronald Sexton — batterie

## Discographie
- 1993 : Music
- 1994 : Grassroots
- 1995 : 311
- 1997 : Transistor
- 1998 : Live
- 1998 : Omaha Sessions, compilation de leurs 3 démos 1988-1991
- 1999 : Soundsystem
- 2001 : From Chaos
- 2003 : Evolver
- 2004 : Greatest Hits '93-'03
- 2005 : Don't Tread On Me
- 2009 : Uplifter
- 2011 : Universal Pulse, EP de 8 titres
- 2014 : Stereolithic
- 2017 : Mosaic
- 2019 : Voyager
- 2024 : Full Bloom

## DVD
- 1996 : Enlarged To Show Detail
- 2001 : Enlarged To Show Detail Vol. 2
- 2004 : 3-11 Day 2004 - Live In New Orleans